# 후페후추스

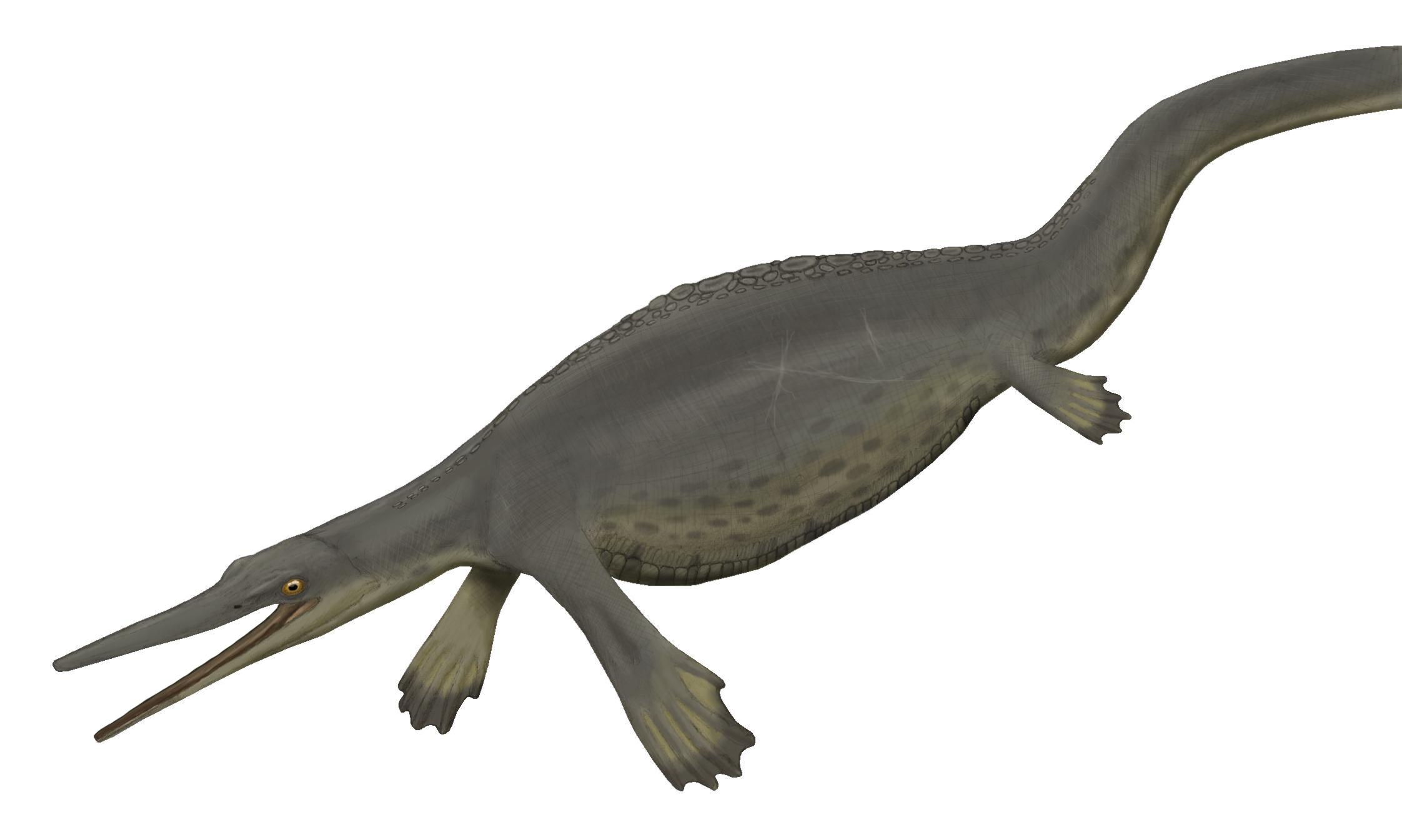

후페후추스(학명:Hupehsuchus nanchangensis)는 어룡목 후페우추스과에 속하는 기룡이다. 지금은 멸종된 종으로서 전체적인 몸길이가 1m가 되기 때문에 기룡에서는 작은 편인 종에 속한다.

## 특징
후페후추스는 중국 후베이 지역에서 발견된 길이가 약 1m(3ft)인 소형 해양 파충류 멸종속이다. 이 해양 파충류는 트라이아스기 초기의 올레네키아기에 살았다. 후페후추스는 가까운 친척인 난창고사우루스와 비슷하지만 여러 가지 점에서 다르다. 예를 들어 후페후추스는 난창고사우루스보다 등에 갑옷이 더 무겁고 등뼈가 더 잘게 갈라져 있어서 난창고사우루스보다 더욱 악어와 같은 모습을 하고 있다. 그것은 가리알, 강돌고래, 또는 어룡처럼 얇고 긴 코를 가지고 있었는데 이것은 아마도 물고기를 잡거나 수중 무척추동물을 탐사하는데 사용되었을 것이다. 후페후추스가 정확히 어떤 종과 관련이 있는지는 알려져 있지 않다. 난창고사우루스와 밀접한 관계를 맺고 있는 것은 분명하지만 다른 관계는 알려져 있지 않다. 다지류의 발견을 포함한 많은 특징들은 후페후추스가 어룡과도 밀접한 관련이 있다는 것을 암시하지만 후페후추스의 여분의 손가락이 어룡에서처럼 손가락뿐만 아니라 손에도 더 많은 뼈를 포함하고 있다는 사실은 그 이론을 믿지 못할 수도 있다. 난창고사우루스와 함께 그것은 다른 파충류와는 너무 다른 것으로 보여 후페후추스아과라고 불리는 두 속들을 위해 새로운 목들이 만들어졌다.

## 생존시기와 서식지와 화석의 발견
후페후추스가 생존했었던 시기는 중생대의 트라이아스기 초기로서 지금으로부터 2억 4500만년전~2억 2000만년전에 생존했었던 종이다. 생존했었던 시기에는 중국을 중심으로 하여 동남아시아의 북서부 태평양에서 주로 서식했었던 기룡이다. 화석의 발견은 1972년에 중국의 트라이아스기에 형성된 지층에서 중국의 고생물학자들에 의하여 처음으로 화석이 발견되어 새롭게 명명된 종이다.

## 같이 보기
- 파충류
- 중생대
- 트라이아스기
- 기룡
- 화석